# 리처드 헤이먼

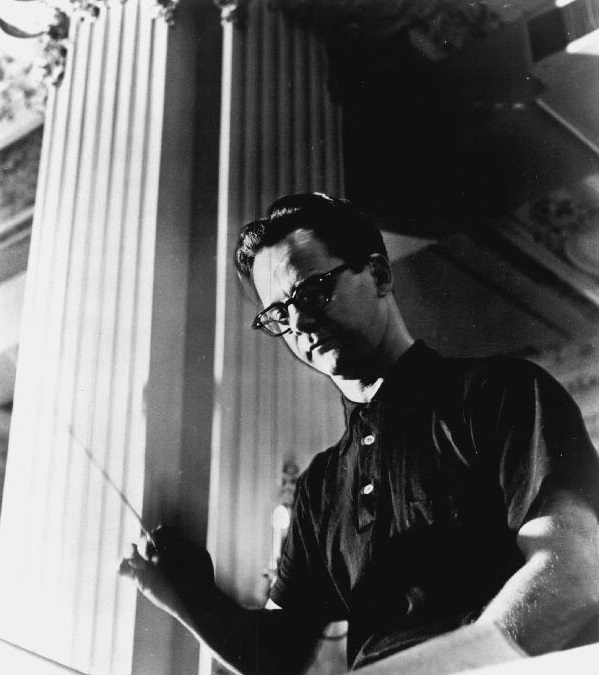
1966년

리처드 헤이먼(Richard Hayman, 1920년 3월 27일 ~ 2014년 2월 5일)은 미국의 음악가이다. 하모니카의 명수이나 작곡·편곡·지휘자로서도 일류이다. 매사추세츠주 케임브리지 태생이다. 보라 미네비치에게 하모니카를 배워 할리우드에서 영화음악을 담당하였다. 1952년에 <루비>라는 레코드가 히트하여 스타가 되었다. 작곡 면에서는 <단셀로>가 대표작이며, 보스턴 팝스 기타에 편곡을 제공하였다.